# ФК Левадијакос
Левадијакос (грч. Α.Π.Ο. Λεβαδειακός) грчки је професионални фудбалски клуб који игра у Суперлиги Грчке. Базиран у Ливадији, пласман у Алфа Етники, претходника Суперлиге, изборио је у сезони 2005/06, као другопласирани у Другој лиги, након десет сезона проведених у нижим ранговима фудбалских лига у Грчкој. Међутим, већ у првој сезони испао је у Другу лигу (Beta Ethniki, досл. Бета Етники), а у Суперлигу вратио се у сезони 2008/09. Сезону су завршили мјесто изнад зоне испадања, али су испали у сезони 2009/10, завршивши на 14 мјесту, бод иза Шкоде Ксанти. У Другој лиги задржао се само сезону, када је кроз плеј оф изборио пласман у Суперлигу за сезону 2011/12 и постао стабилан суперлигаш. У сезони 2016/17 завршио је на 15 мјесту и требало је да испадне у Другу лигу, али је Ираклис остао без лиценце и Левадијакос је остао у Првој лиги.

## Историја
Левадијакос је основан 1961 године, спајањем клубова Трофониос и Палевадики. Већ у сезони 1962/63, клуб се такмичио у Другој лиги, гдје је сваке сезоне био близу испадања. Осамдесетих, тим се појачао и у мају 1987 обезбиједио је пласман у Прву лигу по први пут. У првој лиги Левадијакос је остао четири сезоне; испао је у сезони 1990/91.
У сезони 1992/93 завршио је на другом мјесту у Другој лиги и пласирао се у Прву, гдје се задржао двије сезоне и у сезони 1994/95 испао поново у Другу лигу. Након испадања, био је доста лош, испао је и у Четврту лигу, гдје је био неколике сезоне. Почетком 21. вијека, клуб је играо боље и ушао је у Другу лигу у сезони 2002/03, а у сезони 2004/05 пласирао се у Прву лигу након десет година, али је већ у првој сезони — 2005/06 испао. Након неколико сезона у којима је улазио и испадао из Суперлиге, стабилан суперлигаш постао је након уласка у Суперлигу у сезони 2011/12. У сезони 2016/17, Левадијакос је требало да испадне, али је Ираклис остао без лиценце.

## Играчи

### Тренутна постава
Ажурирано 22. марта 2018.
| Бр. |          | Позиција | Играч               |
| --- | -------- | -------- | ------------------- |
| 2   | Грчка    | О        | Теодорос Теипоцерис |
| 3   | Бразил   | О        | Жоао Франсиско      |
| 4   | Нигерија | О        | Нванко Обијора      |
| 5   | Бразил   | О        | Леонардо Моура      |
| 8   | Грчка    | С        | Никос Катаријос     |
| 9   | Србија   | Н        | Марко Марковски     |
| 12  | Мароко   | С        | Шахир Белгазуани    |
| 13  | Грчка    | О        | Ђанис Зарадукас     |
| 15  | Сенегал  | О        | Ибрахим Ниасе       |
| 17  | Шкотска  | С        | Метју Капсаскис     |
| 20  | Грчка    | Н        | Петрос Ђакумакис    |
| 21  | Грчка    | С        | Зизис Карахалиос    |
| 25  | Грчка    | О        | Давас Цабурис       |

| Бр. |                     | Позиција | Играч                 |
| --- | ------------------- | -------- | --------------------- |
| 27  | Грчка               | С        | Никос Калцас          |
| 30  | Сао Томе и Принсипе | О        | Жордао Диого          |
| 31  | Грчка               | Г        | Анастасиос Даскалакис |
| 32  | Грчка               | Г        | Димитрис Сотиро       |
| 39  | Комори              | С        | Мохамед Јусуф         |
| 40  | Француска           | Г        | Дејвис Епаси          |
| 42  | Буркина Фасо        | С        | Сулејман Савадого     |
| 82  | Грчка               | О        | Павлос Митропулос     |
| 86  | Бразил              | Н        | Чумбињо               |
| 88  | Грчка               | С        | Гјоргос Никас         |
| 92  | Бенин               | О        | Моис Адилеху          |
| 99  | Грчка               | Н        | Фотис Јоанидис        |

## Тренери
Списак тренера у новијем периоду:
- Takis Lemonis (1. јул 2005 – 30. јун 2006)
- Сакис Циолис (2006–07)
- Георги Василев (1. јул 2007 – 3. март 2008)
- Момчило Вукотић (1. јул 2008 – 23. септембар 2009)
- Кике Ернандез (25. септембар 2009 – 1. март 2010)
- Димитрис Фарантос (1. март 2010 – 17. септембар 2010)
- Василис Вузас (17. септембар 2010 – 16. март 2011)
- Ђанис Папакостас (16. март 2011 – 20. август 2011)
- Георгиос Парасхос (28. август 2011 – 22. март 2013)
- Јасминко Велић (22. март 2013 – 25. април 2013)
- Такис Лемонис (18. мај 2013 – 14. октобар 2013)
- Димитрис Фарантос (14. октобар 2013 – 21. октобар 2013)
- Никос Карагеоргиу (21. октобар 2013 – 11. фебруар 2014)
- Савас Пантелидис (12. фебруар 2014 – 9. фебруар 2015)
- Апостолос Манциос (9. фебруар 2015 – 10. јун 2016)
- Ратко Достанић (15. јун 2016 – 5. јануар 2017)
- Ђанис Кристопулос (7. јануар 2017;– 21. фебруар 2017)
- Димитрис Фарантос (14. март 2017;– 30. јун 2017)
- Хосе Аниго (30. јун 2017—)